# Ada Dorian
Ada Dorian (* 12. September 1981 in Hannover) ist eine deutsche Schriftstellerin.

## Leben und Wirken
Ada Dorian studierte von 2001 bis 2006 an der Universität Osnabrück Literaturwissenschaften und Philosophie. Während des Studiums forschte sie am Erich Maria Remarque-Friedenszentrum.
Nach dem Studium lebte sie sieben Jahre in Hamburg und war dort von 2010 bis 2012 Vorstandsmitglied im writer’s room. Heute lebt sie in Osnabrück.

## Auszeichnungen
- 2009: Hamburger Förderpreis für Literatur und literarische Übersetzungen
- 2016: Literaturstipendium Niedersachsen
- 2016: Nominierung für den Ingeborg-Bachmann-Preis für Betrunkene Bäume

## Werke
- Frühling zwischen den Stühlen. In: Sandra Wagner (Hrsg.): Frühlings-Rollen. Eine Anthologie in sattem Grün. Edition Zweihorn, Neureichenau 2009, ISBN 978-3-935265-45-4.
- Im Kernschatten. In: Jürgen Abel, Wolfgang Schömel (Hrsg.): Ziegel. Hamburger Jahrbuch für Literatur. Band 12. Dölling und Galitz, Hamburg/München 2011, ISBN 978-3-937904-90-0.
- Niki Mora. In: Lars Henken, Bettina Rolfes (Hrsg.): Dachkammerflimmern. Literatur aus der Dosenfabrik Hamburg. Dölling und Galitz, Hamburg/München 2015, ISBN 978-3-86218-075-2.
- Betrunkene Bäume. Roman. Ullstein fünf, Berlin 2017, ISBN 978-3-96101-001-1.
- Schlick. Roman. Ullstein fünf, Berlin 2017, ISBN 978-3-96101-005-9.